# Emlikli
De Emlikli (Georgisch: ემლიქლი), soms ook als Yemlikli geschreven, is een uitgestorven stratovulkaan in Georgië met een hoogte van 3054 meter boven zeeniveau, op de grens van de regio's (mchare) Samtsche-Dzjavacheti (gemeente Ninotsminda) en Kvemo Kartli (gemeente Dmanisi). Het is een van de hoogste toppen van het Dzjavachetigebergte, een vulkanisch gebergte in de Kleine Kaukasus dat op een breuklijn ligt.
De erupties van de Emlikli in het kwartair hebben in met name westelijke richting bijgedragen aan de vorming van kleine lava vlaktes in het Achalkalaki Plateau, samengesteld uit (basaltische) andesiet en jonge basalt. Isotopisch onderzoek dateert uitbarstingen van de vulkaan op 1,23 tot 1,9 miljoen jaar geleden. Dit en ander grondonderzoek suggereert dat erupties van de vulkaan hebben bijgedragen aan het uitsterven van de Dmanisi-mensen, die enkele tientallen kilometers ten oosten van de vulkaan leefden. 